# Dirk van Duijvenbode
Dirk van Duijvenbode (* 30. Juni 1992 in Katwijk aan Zee, Provinz Zuid-Holland) ist ein niederländischer Dartspieler.
Sein Spitzname The Titan spiegelt sein Auftreten auf der Bühne, vor allem während seines Einlaufs, wider.

## Karriere
Dirk van Duijvenbode gab 2010 bei den Polish Open, einem Turnier der World Darts Federation, sein internationales Debüt. 2011 nahm er an mehreren Players Championships teil und konnte auf der Youth Tour einmal ein Finale erreichen. 2012 nahm er erfolglos an der PDC Qualifying School teil. 2014 konnte sich van Duijvenbode bei den German Darts Championship erstmals für ein Turnier auf der European Darts Tour qualifizieren. Dort konnte er mit einem Sieg über Brian Woods in die zweite Runde einziehen. Bei der PDC World Youth Championship erreichte er dieses Mal das Halbfinale.
Durch gute Ergebnisse auf der Development Tour sowie auf der European Tour konnte er sich für die European Darts Championship 2015 qualifizieren, wo er jedoch bei seinem Debüt gegen Justin Pipe ausschied. Er qualifizierte sich erstmals für die PDC World Darts Championship 2016. Jedoch schied er bei seinem Weltmeisterschaftsdebüt gegen seinen Landsmann Raymond van Barneveld in Runde eins aus. Jedoch hatte er sich durch seine guten Leistungen unter die besten 64 der PDC Order of Merit gespielt, wodurch er eine Tourkarte erhielt. Van Duijvenbode erreichte erneut die Runde der letzten 32 bei den UK Open 2016 und 2017 und konnte bei den Players Championships 2017 einmal das Viertelfinale erreichen. Durch ausbleibende Ergebnisse verlor er zu Beginn des Jahres 2018 seine Tourkarte, konnte sich diese jedoch über die Qualifying School direkt zurückholen. Jedoch verlief auch das Jahr 2018 nicht sonderlich gut und der Niederländer konnte lediglich eine Viertelfinalteilnahme bei einem Players Championship verzeichnen. Auch 2019 war für van Duijvenbode wenig von Erfolg gekrönt, sodass er Anfang 2020 erneut seine Tourkarte verlor. Jedoch konnte er sie auch dieses Mal über die Qualifying School zurückgewinnen.
2020 sollte jedoch für den Niederländer besser verlaufen. Bereits am 9. Februar 2020 konnte er beim zweiten Players Championship das Halbfinale erreichen. Auch bei den Belgian Darts Championship war dies der Fall. Bei den UK Open ging es erneut in die Runde der letzten 32. Im Oktober debütierte van Duijvenbode beim World Grand Prix, wo er ins Endspiel einzog. Auf seinem Weg ins Finale besiegte er dabei Mensur Suljović, Dimitri Van den Bergh, Gary Anderson und Simon Whitlock. Im Finale unterlag er schließlich dem Waliser Gerwyn Price mit 2:5. Wenige Wochen später nahm er an den European Darts Championship teil und konnte auch hier mit Siegen über Danny Noppert sowie Michael Smith glänzen. Im Viertelfinale unterlag er schließlich Jonny Clayton. Durch seine guten Ergebnisse war er bereits für die Weltmeisterschaft 2021 qualifiziert, wo er bis ins Viertelfinale kam, bevor er gegen Gary Anderson verlor.
Am 26. April 2021 errang van Duijvenbode seinen ersten PDC-Titel. Im Finale des Players Championship 11 schlug er seinen Landsmann Martijn Kleermaker mit 8:6. Daraufhin gelang ihm über die PDC Pro Tour Order of Merit die Qualifikation für das World Matchplay. Er schied jedoch bereits in der ersten Runde gegen Jonny Clayton aus.
Am 9. April 2022 gewann van Duijvenbode einen weiteren PDC-Titel, als er im Finale des Players Championship 12 den Engländer Ryan Searle im Decider mit 8:7 schlug. Später gelang ihm im Finale gegen Gabriel Clemens ein zweiter Pro-Titel in diesem Jahr. Beim World Cup of Darts 2022 erreichte er als Ersatzspieler für Michael van Gerwen mit Danny Noppert das Halbfinale. Bei den World Series of Darts Finals 2022 in seiner Heimat, den Niederlanden, erreichte er das Finale und unterlag im Entscheidungsleg Gerwyn Price. Auch beim World Matchplay 2022 zeigte er gute Leistung und kam bis ins Viertelfinale, wobei er gegen Danny Noppert verlor. Es folgte ein Halbfinale bei den European Darts Championship 2022.
Bei der Weltmeisterschaft 2023 brauchte es gegen seine ersten beiden Gegner Karel Sedláček und Ross Smith jeweils eine Verlängerung für die Entscheidung. Van Dujvenbode setzte sich jeweils durch. Gegen Michael van Gerwen war er aber chancenlos. Anschließend erwischte der Niederländer einen guten Start in die Saison 2023. Gleich drei Turniere gewann er auf der PDC Pro Tour. Auf der European Darts Tour 2023 kam er zwei Mal ins Finale. Beide Endspiele gingen jedoch trotz mehreren Chancen zum Sieg verloren. Im weiteren Verlauf des Jahres hatte van Duijvenbode dann mit Verletzungen zu kämpfen. Zunächst zog er sich eine während eines Walk-ons zu, nachdem er einen energischen Sprung zum Anpeitschen der Zuschauer ausgeführt hatte und unglücklich gelandet war. Zudem plagten ihn fortwährend Schulterprobleme.
Dennoch trat er bei der Weltmeisterschaft 2024 an und verlor prompt gegen den Kroaten Boris Krčmar. Im Laufe des Jahres 2024 wartete van Duijvenbode aber wieder mit besseren Leistungen auf. So erreichte er etwa ein Finale bei einem Players Championship.

## Privates
Neben seiner Darts-Karriere arbeitet er auf einer Auberginenfarm. Seitdem er bei der Darts-WM 2020 mit einer Aubergine in der Hand eingelaufen ist, gilt diese als sein Markenzeichen, was sich auch in seinem Spitznamen Aubergenius widerspiegelt. Diese Verbindung zu Auberginen führte sogar so weit, dass van Duijvenbode bei den German Darts Open 2023 von einem betrunkenen Zuschauer mit einer Aubergine beworfen wurde.
Am 28. August 2023 wurden van Duijvenbode und seine Freundin Saskia Eltern eines Sohnes.

## Titel

### PDC
- Pro Tour
  - Players Championships
    - Players Championships 2021: 11
    - Players Championships 2022: 12, 18
    - Players Championships 2023: 4, 6, 10

### Andere
2014: Open Willemstad

## Weltmeisterschaftsresultate

### PDC-Junioren
- 2011: 2. Runde (3:4-Niederlage gegen  Michael Bushby)
- 2012: Achtelfinale (4:5-Niederlage gegen  James Hubbard)
- 2013: Achtelfinale (2:6-Niederlage gegen  Arron Monk)
- 2014: Achtelfinale (2:6-Niederlage gegen  Keegan Brown)
- 2015: 1. Runde (3:4-Niederlage gegen  Sam Head)
- 2016: 1. Runde (4:6-Niederlage gegen  Martin Schindler)

### PDC
- 2016: 1. Runde (0:3-Niederlage gegen  Raymond van Barneveld)
- 2021: Viertelfinale (1:5-Niederlage gegen  Gary Anderson)
- 2022: Achtelfinale (1:4-Niederlage gegen  Gerwyn Price)
- 2023: Achtelfinale (1:4-Niederlage gegen  Michael van Gerwen)
- 2024: 2. Runde (1:3-Niederlage gegen  Boris Krčmar)
- 2025: 2. Runde (1:3-Niederlage gegen  Madars Razma)

## Turnierergebnisse
| Turnier                                    | 2014               | 2015               | 2016               | 2017               | 2018               | 2019               | 2020               | 2021               | 2022              | 2023              | 2024              | 2025 |
| ------------------------------------------ | ------------------ | ------------------ | ------------------ | ------------------ | ------------------ | ------------------ | ------------------ | ------------------ | ----------------- | ----------------- | ----------------- | ---- |
| PDC-Ranking-Turniere                       |                    |                    |                    |                    |                    |                    |                    |                    |                   |                   |                   |      |
| PDC-Weltmeisterschaft                      | n/q                | n/q                | R1                 | nicht qualifiziert | nicht qualifiziert | nicht qualifiziert | nicht qualifiziert | VF                 | AF                | AF                | R2                | R2   |
| World Masters                              | nicht ausgetragen  | nicht ausgetragen  | nicht ausgetragen  | nicht ausgetragen  | nicht ausgetragen  | nicht ausgetragen  | nicht ausgetragen  | nicht ausgetragen  | nicht ausgetragen | nicht ausgetragen | nicht ausgetragen | VR   |
| UK Open                                    | R3                 | R1                 | R4                 | R4                 | R4                 | R3                 | R5                 | R5                 | AF                | R5                | R4                | R4   |
| World Matchplay                            | nicht qualifiziert | nicht qualifiziert | nicht qualifiziert | nicht qualifiziert | nicht qualifiziert | nicht qualifiziert | nicht qualifiziert | R1                 | VF                | AF                | n/q               | AF   |
| World Grand Prix                           | nicht qualifiziert | nicht qualifiziert | nicht qualifiziert | nicht qualifiziert | nicht qualifiziert | nicht qualifiziert | F                  | R1                 | R1                | R1                | n/q               |      |
| European Darts Championship                | n/q                | R1                 | nicht qualifiziert | nicht qualifiziert | nicht qualifiziert | nicht qualifiziert | VF                 | n/q                | HF                | R1                | VF                |      |
| Grand Slam of Darts                        | nicht qualifiziert | nicht qualifiziert | nicht qualifiziert | nicht qualifiziert | nicht qualifiziert | nicht qualifiziert | GP                 | n/q                | AF                | GP                | n/q               |      |
| Players Championship Finals                | nicht qualifiziert | nicht qualifiziert | nicht qualifiziert | nicht qualifiziert | nicht qualifiziert | nicht qualifiziert | VF                 | R1                 | VF                | R1                | HF                |      |
| PDC-Turniere ohne Einfluss auf das Ranking |                    |                    |                    |                    |                    |                    |                    |                    |                   |                   |                   |      |
| The Masters                                | nicht qualifiziert | nicht qualifiziert | nicht qualifiziert | nicht qualifiziert | nicht qualifiziert | nicht qualifiziert | nicht qualifiziert | nicht qualifiziert | R1                | VF                | AF                | n/a  |
| World Cup of Darts                         | nicht teilgenommen | nicht teilgenommen | nicht teilgenommen | nicht teilgenommen | nicht teilgenommen | nicht teilgenommen | nicht teilgenommen | VF                 | HF                | AF                | n/t               | n/t  |
| World Series of Darts Finals               | n/a                | nicht qualifiziert | nicht qualifiziert | nicht qualifiziert | nicht qualifiziert | nicht qualifiziert | nicht qualifiziert | AF                 | F                 | R1                | R1                |      |
| Karrierestatistiken                        |                    |                    |                    |                    |                    |                    |                    |                    |                   |                   |                   |      |
| Platzierung am Jahresende                  | 99                 | 61                 | 56                 | 61                 | 107                | 83                 | 43                 | 17                 | 14                | 12                | 25                |      |

| Legende zu den Turnierergebnissen | Legende zu den Turnierergebnissen | Legende zu den Turnierergebnissen | Legende zu den Turnierergebnissen | Legende zu den Turnierergebnissen | Legende zu den Turnierergebnissen | Legende zu den Turnierergebnissen | Legende zu den Turnierergebnissen | Legende zu den Turnierergebnissen | Legende zu den Turnierergebnissen |
| --------------------------------- | --------------------------------- | --------------------------------- | --------------------------------- | --------------------------------- | --------------------------------- | --------------------------------- | --------------------------------- | --------------------------------- | --------------------------------- |
| n/t                               | nicht teilgenommen                | n/q                               | nicht qualifiziert                | n/a                               | nicht ausgetragen                 | #R                                | Aus in jeweiliger Runde           | GP                                | Aus in der Gruppenphase           |
| AF                                | Achtelfinalist                    | VF                                | Viertelfinalist                   | HF                                | Halbfinalist                      | F                                 | Turnierfinalist                   | S                                 | Turniersieger                     |